# Sebastian im Traum

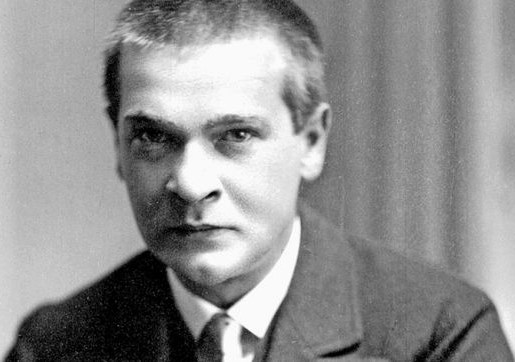
Georg Trakl

Sebastian im Traum (Sébastien en rêve) est un recueil de travaux poétiques de l'écrivain autrichien expressionniste et symboliste Georg Trakl. Il a été publié en 1915 par Kurt Wolff après la mort de l'écrivain.

## Publication
Georg Trakl, après avoir publié un premier recueil, Gedichte (de) (Poèmes), en juin 1913 chez K. Wolff dans la collection Der jüngste Tag, s'emploie à rassembler un deuxième lot de poèmes, qui doit également paraître chez K. Wolff aux termes du contrat de publication conclu l'année précédente. Comme dans le cas des Gedichte, Trakl retravaille souvent ses travaux et ses regroupements, en proposant à l'éditeur de réviser ses changements. C'est ainsi que plusieurs poèmes du premier recueil figurent dans cette seconde collection. À cause de ces propositions de remaniement qui ont duré jusqu'en mai et de différents problèmes de livraison liés à la Première Guerre mondiale, Sebastian im Traum ne paraît pas avant le début de 1915, après la mort de Georg Trakl en novembre 1914.
Après Sebastian im Traum, les sept dernières œuvres créées entre juin et octobre paraissent de façon posthume dans l'almanach du Brenner (de). Parmi ces dernières, il y a Klage et Grodek, que Georg Trakl a écrites peu de temps avant de mourir et qui ont été transmises par Ludwig von Ficker.

## Contenu, thèmes et procédés
Outre le poème Sebastian im Traum qui donne son nom au recueil, on y trouve également des poèmes célèbres comme Kaspar Hauser Lied (Chant pour Gaspard Hauser) et Der Herbst des Einsamen (L'Automne du solitaire), ainsi qu'un des rares textes en prose de Georg Trakl, Traum und Umnachtung (Rêve et Folie), et la quatrième version du poème Abendland (Occident) dédié à Else Lasker-Schüler.
Sebastian im Traum est en fait un cycle qui comporte 15 poèmes, tandis que Der Herbst des Einsamen est un cycle qui en contient 8, Siebengesang des Todes (Chant à sept de la mort) en contient 15, et Gesang des Abgeschiedenen (Chant du séparé) en contient 10.
Les principaux thèmes de ce volume sont la folie, la tristesse, la solitude, l'aspiration à la rédemption et l'absence d'espoir manifeste. Les contrastes et oppositions entre décès et printemps, entre mort et naissance, soutenus fortement par les images, sont renforcés par la substantivation des adjectifs (Ein Dunkles - une noirceur, Ein Verwesendes - une décomposition, Ein Silbernes - un argent) et la gradation dans leurs sens. Les couleurs ne sont pas celles de la nature mais ont une valeur allégorique, donnant de plus en plus l'impression d'ensemble d'un texte hermétique. On trouve aussi de la mystique chrétienne, par exemple dans le poème Sebastian im Traum :
Frieden der Seele. Einsamer Winterabend,

Die dunklen Gestalten der Hirten am alten Weiher;

Kindlein in der Hütte von Stroh; o wie leise

Sank in schwarzem Fieber das Antlitz hin

Heilige Nacht.
Apaisement de l'âme. Solitaire soirée d'hiver ;

Les formes sombres des pâtres près du vieil étang ;

Le petit enfant dans la cabane de chaume ; ô que son visage

Sombra doucement dans la fièvre noire.

Sainte nuit.
Cette configuration d'images chrétiennes et le désir de rédemption se rapprochent d'un manifeste dans Gesang des Abgeschiedenen.

## Adaptations
Un morceau de vingt-huit minutes de l'album Audentity de Klaus Schulze (1983) s'intitule Sebastian im Traum.
Une partie du cycle de poèmes a été mise en musique par Wolfgang Rihm et Hans Werner Henze : Sebastian im Traum (2004) pour grand orchestre, d'après le poème éponyme de Georg Trakl, première le 22 décembre 2005 à Amsterdam, sous la direction de Mariss Jansons.

### Crédits de traduction
- (de) Cet article est partiellement ou en totalité issu de l’article de Wikipédia en allemand intitulé « Sebastian im Traum » (voir la liste des auteurs).